# Nóldor
En el marc de l'obra de J.R.R. Tolkien, els nóldor (pronunciat nól-dor) són un dels tres clans d'elfs que va seguir els Valar fins a arribar al Reialme Benaventurat.
El nom nóldor significa "aquells amb saviesa". També són coneguts com a elfs profunds, gnoms, golodhrim (pels parlants de sindarin) i golug (pels orcs). La forma singular és noldo, i l'adjectiu és nóldorin. La seva llengua és el quenya. Majoritàriament tenen cabell fosc (una excepció destacada és la família de Finarfin, a causa de la seva sang vanyarin)
Quan els elfs es van despertar a les ribes del llac Cuiviénen, aquells que van decidir seguir la crida dels Vàlar es van separar en tres grups i van iniciar el seu viatge cap a l'oest. Els noldor van ser el segon grup, tant en ordre com en nombre.
En aquest viatge van ser liderats per Finwë, que va convertir-se en el primer Rei Suprem dels Nóldor.

## Reis suprems dels nóldor
1. Finwë, primer Rei Suprem
2. Fèanor, primer fill de Finwë
3. Maedhros (només de iure), primer fill de Fëanor. Poc després de la mort de Fëanor va renunciar als seus drets a favor de Fingolfin.
4. Fingolfin, second fill de Finwë.
5. Fingon, primer fill de Fingolfin.
6. Turgon, segon fill de Fingolfin.
7. Guil-galad, fill d'Orodreth, besnet de Finwë, últim descendent masculí de Finwë de sang totalment noldor a la Terra Mitjana.

Després de la mort de Guil-galad, la línia de Finwë a la Terra Mitjana va acabar-se i el càrrec de Rei Suprem no va tenir continuïtat. No és clar si els germans Elros i Elrond podien ser considerats en la línia successòria, ja que només eren mig-elfs, però tot sembla indicar que no.

## La Casa de Finwë i l'ascendència noldorin d'Àragorn i Arwen
La casa de Finwë va ser la família governant dels nóldor, i la seva descendència va originar les nissages dels mig-elfs, la casa reial de Númenor, i la dinastia dels dúnedain.
(Els superíndexs indiquen la numeració dels reis suprems dels nóldor)
```
(1) 
Míriel
 = 
Finwë
¹ = 
Indis
 (2)
| |
| --------------------------------------------------
| | | | |

Nerdanel
 = 
Fëanor
² 
Findis
 
Anairë
 = 
Fingolfin
3
 
Irimë
 
Finarfin
 = 
Eärwen

| | |
-------------------- ---------------------------- ---------------------------
| | | | | | | | | | |

Set fills de Fëanor
 
Fingon
4
 
Turgon
⁵ = 
Elenwë
 | 
Argon
 
Fínrod
 
Àngrod
 
Aegnor
 |
: | | | |

Celebrímbor
 | 
Aredhel
 = 
Eöl
 
Oròdreth
 
Cèleborn
 = 
Galàdriel

| | | |

Tuor
 = 
Idril
 
Maeglin
 ------------- |
| | | |

Eärendil
 = 
Èlwing
 
Guil-galad
⁶ 
Finduilas
 |
| |
----------------------------------------- |
| | |

Élros
 
Élrond
 = 
Celebrían

: |
: ------------------------
: | | 

Àragorn
 = 
Arwen
 
Èl·ladan i Èlrohir

|
----------------------
| |

Eldàrion
 Nombroses filles
: 

Reis del Regne Reunificat
```